# Dicranomyia canterburiana
Dicranomyia canterburiana är en tvåvingeart som beskrevs av Alexander 1923. Dicranomyia canterburiana ingår i släktet Dicranomyia och familjen småharkrankar. Inga underarter finns listade i Catalogue of Life.